# Juan Núñez (basket-ball)
Pour les articles homonymes, voir Juan Núñez.
Juan Núñez García, né le  4 juin 2004 à Madrid, dans la Communauté de Madrid, est un joueur espagnol de basket-ball évoluant au poste de meneur. 

## Biographie

### Jeunesse
Né à Madrid, Núñez rejoint l'équipe de jeunes du Real Madrid en 2015. Au cours de ses premières années, il se distingue par sa capacité de passeur.
Il est nommé MVP du tournoi de qualification pour l'Euroligue Next Generation Tournament 2019-20 à Munich, avec une moyenne de 9,5 points et cinq passes décisives en quatre matchs.
En juin 2021, Núñez remporte l'Euroligue Next Generation Tournament avec le Real Madrid. Bien qu'il ait joué dans les matchs de groupe, il n'a pas participé à la finale, car il a été appelé par Pablo Laso dans l'équipe professionnelle au milieu d'une série de blessures au sein de l'équipe.

### Carrière professionnelle

#### Real Madrid (2021-2022)
Le 6 juin 2021, il fait ses débuts avec l'équipe professionnelle du Real Madrid lors de la demi-finale du championnat espagnol contre Valencia Basket, match durant lequel il marque deux points aux lancers-francs, prend deux rebonds et distribue une passe décisive en sept minutes de jeu. Il est le 16e joueur de l'équipe U18 à être introduit dans l'équipe première par l'entraîneur Pablo Laso.

#### Ratiopharm Ulm (2022-2024)
Le 15 août 2022, il signe avec l'équipe allemande du Ratiopharm Ulm.
Il remporte le titre de champion d'Allemagne 2022-2023.

#### FC Barcelone (depuis 2024)
Le 27 juin 2024, lors de la draft, il est sélectionné en 36e position par les Pacers de l'Indiana. Le 6 juillet 2024, ses droits sont transférés aux Spurs de San Antonio en échange des droits sur Johnny Furphy.
Le 26 juillet 2024, il signe un contrat de trois ans avec le FC Barcelone.

## Palmarès

### En club
- Champion d'Allemagne en 2023
- Champion d'Espagne en 2022
- Vainqueur de la coupe d'Espagne en 2021
- Vainqueur de l'EuroLeague NGT en 2021

### Sélection nationale
- Champion d'Europe U16 en 2019
- Champion d'Europe U20 en 2022